# Ernő Pór (homme politique)
Dans le nom hongrois Pór Ernő, le nom de famille précède le prénom, mais cet article utilise l’ordre habituel en français Ernő Pór, où le prénom précède le nom.
 (janvier 2016).
Si vous disposez d'ouvrages ou d'articles de référence ou si vous connaissez des sites web de qualité traitant du thème abordé ici, merci de compléter l'article en donnant les références utiles à sa vérifiabilité et en les liant à la section « Notes et références ».
Ernő Pór, né le 4 janvier 1889 à Leibic en Autriche-Hongrie et mort le 24 août 1937 en URSS à 48 ans, est un homme politique communiste, fondateur du parti des communistes de Hongrie (Kommunisták Magyarországi Pártja, plus connu sous le sigle KMP) et commissaire du peuple aux Affaires étrangères (ministre des Affaires étrangères) de la République slovaque des conseils.
Le 25 février 1937, il est arrêté par le NKVD et meurt la même année en URSS.
Issu de la famille juive hongroise des « Pollacsek », ses cousins étaient Ernő Seidler, Ervin Szabó, Karl Polanyi et Michael Polanyi.